# For the Demented
For the Demented —  шестнадцатый студийный альбом канадской трэш-метал-группы Annihilator, выпущенный 3 ноября 2017 года.

## Об альбоме
12 сентября 2017 года, было объявлено, что альбом под названием For the Demented будет выпущен 3 ноября 2017 года.
В тот же день было выпущено музыкальное видео на песню «Twisted Lobotomy», и представлена обложка, и список композиций.

## Список композиций
| №   | Название             | Длительность |
| --- | -------------------- | ------------ |
| 1.  | «Twisted Lobotomy»   | 4:44         |
| 2.  | «One to Kill»        | 4:43         |
| 3.  | «For the Demented»   | 5:22         |
| 4.  | «Pieces of You»      | 6:10         |
| 5.  | «The Demon You Know» | 4:43         |
| 6.  | «Phantom Asylum»     | 6:14         |
| 7.  | «Altering the Alter» | 5:05         |
| 8.  | «The Way»            | 3:18         |
| 9.  | «Dark»               | 2:09         |
| 10. | «Not All There»      | 5:42         |

## Участники записи
- Джефф Уотерс — соло-гитара, ритм-гитара, вокал
- Аарон Хомма — ритм-гитара, соло-гитара на треке 2
- Рич Хинкс — бас-гитара
- Фабио Алессандрини — ударные

## Позиции в чартах
| Чарты (2017)                    | Высшая позиция |
| ------------------------------- | -------------- |
| Швейцария (Schweizer Hitparade) | 42             |
| Германия (Offizielle Top 100)   | 73             |
| Бельгия/Валлония (Ultratop)     | 92             |